# Hameau Michel-Ange
Pour les articles homonymes, voir Michel-Ange (homonymie).
Ne doit pas être confondu avec Rue Michel-Ange ou Villa Michel-Ange.
Le hameau Michel-Ange est une voie du 16e arrondissement de Paris, en France.

## Situation et accès
Le hameau Michel-Ange est une voie située dans le 16e arrondissement de Paris. Il débute au 21-25, rue Parent-de-Rosan et se termine en impasse.

## Origine du nom
Elle porte le nom du sculpteur, peintre et architecte italien Michelangelo di Lodovico Buonarroti Simoni dit Michel-Ange (1475-1564) en raison de la rue Michel-Ange voisine.

## Historique

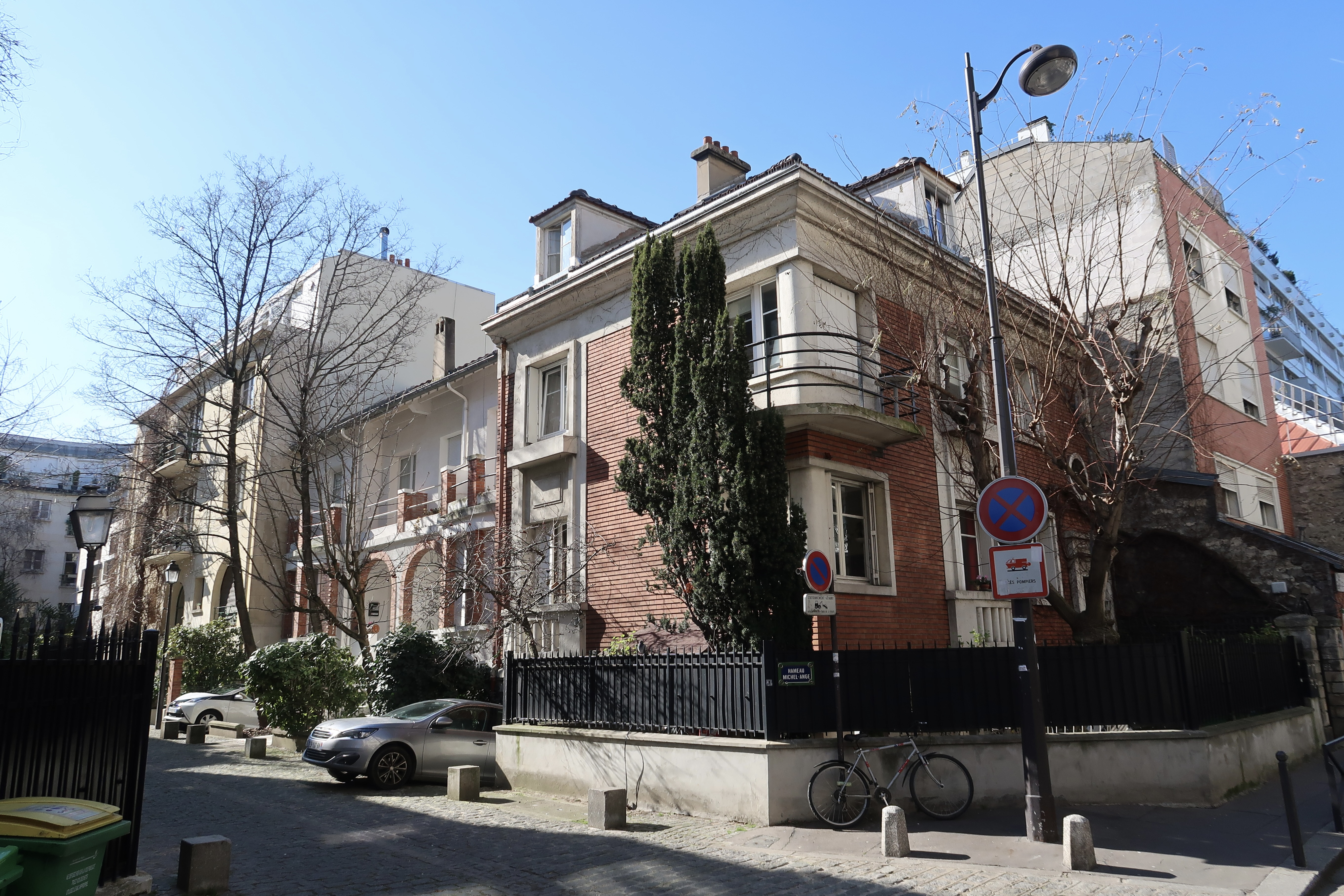
Maison au croisement avec la rue Parent-de-Rosan.

Autorisée par un arrêté du 21 décembre 1926, la voie est ouverte en 1935 sous sa dénomination actuelle et ouverte à la circulation publique par un arrêté du 23 juin 1959. Il s'agissait en effet avant cette dernière date d'une voie privée.